# Krešimir Mikić
Krešimir Mikić est un acteur croate né le 17 avril 1974 à Osijek.

## Biographie
Kresimir Mikic a commencé sa carrière au cinéma en 1996 avec le réalisateur Tomislav Radic. Il a joué dans de nombreux films réalisés en Croatie et non diffusés en France.

## Filmographie partielle
- 2002 : Fine Dead Girls : Daniel
- 2009 : Passeur d'espoir de Branko Schmidt
- 2009 : La Révélation de Hans-Christian Schmid
- 2013 : Bonté divine de Vinko Bresan
- 2018 : Exit de Rasmus Kloster Bro

## Récompenses
- 2006 : Prix du meilleur jeune acteur au 46e Festival International de Théâtre de Sarajevo
- 2006 : Prix du meilleur acteur au Festival du film de Pula
- 2007 : Prix de la meilleure interprétation masculine pour son rôle dans La Route des pastèques (premier titre français de Passeur d'espoir) au Festival international du cinéma méditerranéen de Tétouan